# Spermacoce pogostoma
Spermacoce pogostoma är en måreväxtart som beskrevs av George Bentham. Spermacoce pogostoma ingår i släktet Spermacoce och familjen måreväxter. Inga underarter finns listade i Catalogue of Life.